# Ultimate Spider-Man
Ultimate Spider-Man er en amerikansk animeret tv-serie baserede på tegneserien Ultimate Spider-Man , udgivet af Marvel Comics, med nogle få elementer fra Marvels Ultimate serie. Serien er skrevet af Brian Michael Bendis (som også skrev tegneserien Ultimate Spider-Man), Paul Dini og Man of Action (en gruppe bestående af Steven T. Seagle, Joe Kelly, Joe Casey, og Duncan Rouleau). Den havde premiere på Disney XD tidlig i 2012, og startede på samme tid med den anden sæson af The Avengers: Earth's Mightiest Heroes.

## Synopsis
Peter Parker har været Spider-Man i ét år. Han har reddet liv og besejret superskurke, men han er stadig ved at lære hvordan man er en rigtig superhelt. Nick Fury fra S.H.I.E.L.D. tilbyder Peter en chance for at træne til at blive en rigtig superhelt og blive "den Ultimative Spider-Man." Peter må dog først lære at arbejde sammen på et hold med fire andre teenage superhelte: Nova, White Tiger, Iron Fist, og Power Man.
I Sæson To, efter kampen mod Green Goblin, som resulterede i af S.H.I.E.L.D.s Helicarrier blev smadret, flytter Spider-Mans team ind hos Peter Parker. I denne sæson møder vi mange af Spider-Mans andre fjender og allierede som Lizard, Electro, Rhino, Kraven the Hunter, Hawkeye, the Sinister Six, og Iron Patriot.
I Sæson Tre, er Spider-Man nu officielt et medlem af The Avengers, og skal undersøge forskellige nye steder i Marvels Universe og møder også helte som Ka-Zar, Agent Venom, Cloak & Dagger og Amadeus Cho. En fire episoder lang historie omhandler Spider-Verse historien fra tegneserien.

## Amerikanske stemmer

### Main Cast
- Drake Bell - Spider-Man, Swarm (anden gang)
- Ogie Banks - Power Man
- Greg Cipes - Iron Fist
- Clark Gregg - Phil Coulson
- Tom Kenny - Dr. Octopus, Wizard, Whirlwind, Dr. Curt Connors (sæson 1), Aries Zodiac Soldier, Vulture
- Matt Lanter - Harry Osborn, Flash Thompson, Venom, Klaw
- Misty Lee - Aunt May, Salem's Witch, Squirrel Girl
- Caitlyn Taylor Love - White Tiger
- Chi McBride - Nick Fury, Thunderball, Taurus Zodiac Soldier
- Logan Miller - Nova
- J.K. Simmons - J. Jonah Jameson
- Tara Strong - Mary Jane Watson, Thundra, Sandy
- Steven Weber - Green Goblin/Norman Osborn, Trapster

### Additional Cast
- Diedrich Bader - Kraven the Hunter
- Laura Bailey - Black Widow
- Dee Bradley Baker - Dr. Curt Connors (sæson 2), Sandman, Carnage
- Troy Baker - Loki, Hawkeye
- Christopher Daniel Barnes - Electro, Spyder-Knight
- Dante Basco - Scorpion
- Eric Bauza - Swarm (første gang), Arcade, Amadeus Cho
- Jeff Bennett - Mayor of Boston, Slam Adams
- J.B. Blanc - Titus
- Steve Blum - Wolverine, Beetle, Doc Samson
- David Boat - The Thing, Leo Zodiac Soldier #1
- Cameron Boyce - Luke Ross
- Karan Brar - Ravi Ross
- Kimberly Brooks - Amanda Cage
- Clancy Brown - Taskmaster
- Corey Burton - Dracula
- Cam Clarke - Piledriver, Captain Ultra
- Jack Coleman - Doctor Strange
- Chris Cox - Star-Lord, Captain America (en episode)
- Terry Crews - Blade
- Grey DeLisle - Tana Nile, Morgan le Fay
- Trevor Devall - Rocket Raccoon (anden gang)
- John DiMaggio - Wrecker, Grizzly
- Ben Diskin - Spider-Ham
- Michael Clarke Duncan - Groot (første gang)
- Ashley Eckstein - Dagger
- Oded Fehr - N'Kantu, the Living Mummy
- Will Friedle - Deadpool
- Nika Futterman - Gamora
- Donald Glover - Miles Morales
- Greg Grunberg - Ben Parker
- Mark Hamill - Nightmare, Shao Lao
- Olivia Holt - Spider-Girl
- Skai Jackson - Zuri Ross
- David Kaye - J.A.R.V.I.S. (anden gang)
- Maurice LaMarche - Dr. Doom, Plymouth Rocker, Charles the Butler
- Phil LaMarr - J.A.R.V.I.S. (første gang), Walter Cage, Cloak, Dormammu
- Stan Lee - Stan the Janitor
- Peyton List - Emma Ross
- Peter Lurie - Sabretooth
- Ross Lynch - Werewolf by Night
- Wendie Malick - Norma Osborn
- Jason Marsden - Steel Spider
- James Masters - Korvac
- Max Mittleman - Rhino
- Phil Morris - Scorpio, Leo Zodiac Soldier #2
- Nolan North - John Jameson
- Adrian Pasdar - Iron Man
- Rob Paulsen - Batroc the Leaper
- Kevin Michael Richardson - Juggernaut, Awesome Android, Howard the Duck, Mac Porter, Bulldozer, Frankenstein's Monster, Groot (anden gang), Ulik
- Bumper Robinson - Falcon
- Freddy Rodriguez - Spider-Man 2099
- Debby Ryan - Jessie Prescott
- Daryl Sabara - Alex O'Hirn
- Dwight Schultz - Mesmero
- Roger Craig Smith - Captain America
- David Sobolov - Drax the Destroyer
- Keith Szarabajka - Living Laser
- George Takei - Elder Monk
- Fred Tatasciore - Hulk, Phalanx
- Milo Ventimiglia - Spider-Man Noir
- Billy West - Rocket Racoon (første gang)
- Travis Willingham - Thor, Skurge

## Danske stemmer

### Main Cast
- Sebastian Jessen - Spider-Man
- Mikkel Boe Følsgaard - Power Man, Batroc the Leaper, Sabretooth, Swarm
- Mathias Klenske - Iron Fist, Thor, Wolverine, Piledriver, Sandy
- Anders Bircow - Phil Coulson
- Jens Jacob Tychsen - Dr. Octopus, Elder Monk, Rocket Racoon, N'Kantu, the Living Mummy
- Peter Jorde - Wizard, Dr. Strange, Mesmero, Taskmaster (sæson 1), Scorpio, The Thing, Groot, Arcade, Dr. Doom (sæson 2)
- Sune Hundborg - Harry Osborn, Venom, Whirlwind
- Benjamin Kitter - Dr. Curt Connors, Iron Man, Hulk, Klaw, Ben Parker
- Simon Stenspil - Flash Thompson, Electro, Trapster, Living Laser, Beetle, Thunderball, Captain Ultra
- Ann Hjort - Aunt May
- Katrine Krogshede - White Tiger (sæson 1)
- Frederikke Bremerskov Kaysen - White Tiger (sæson 2)
- Rasmus Hammerich - Nick Fury
- Simon Nøiers - Nova, Nightmare, Loki, Rhino, Bulldozer, Deadpool, Werewolf by Night
- Peter Zhelder - J. Jonah Jameson, Stan the Janitor, J.A.R.V.I.S., Dr. Doom (sæson 1), Star-Lord, Walter Cage
- Sophie Larsen - Mary Jane Watson (sæson 1)
- Annevig Schelde Ebbe - Mary Jane Watson (sæson 2), Thundra, Tana Nile, Gamora, Amanda Cage
- Kasper Leisner - Green Goblin/Norman Osborn, Korvac, Blade, Frankenstein's Monster

### Additional Cast
- Mads M. Nielsen - Sandman, Mac Porter, Wrecker, Kraven the Hunter, Skurge, Taskmaster (sæson 2), Drax the Destroyer
- Mads Knarreborg - Hawkeye, Grizzly
- Caspar Phillipson - Captain America, John Jameson, Scorpion
- Torben Sekov - Dracula